# San Juan Bautista (Guatemala)
San Juan Bautista é uma cidade da Guatemala do departamento de Suchitepéquez.